# Avenida Millán
La avenida Millán es la arteria vial que demarca el centro histórico de la ciudad de Rancagua por el Sur. En la Batalla de Rancagua, fue el lugar por donde entraron las fuerzas realistas de Mariano Osorio al centro de la ciudad.

## Trayecto
Junto a la Carretera del Cobre (que se proyecta hacia el este), la avenida Millán es fundamental para la conexión del sector oriente (barrios residenciales) y el centro de la ciudad, por lo que siempre mantiene un alto flujo vehicular.
La avenida Millán comienza en una especie de rotonda donde se encuentra el Monumento a Eduardo Frei Montalva. Desde ese lugar se continúa la doble vía de la carretera del Cobre. Luego se continúa por la nueva calle Pedro de Valdivia, que se construyó para conectar mejor con la Carretera del Cobre, y de esta manera evitar la antigua calle Antonio Millán que aparece una cuadra hacia el norte. Esta arteria bordea el Estadio El Teniente, los liceos comerciales de Rancagua, un pequeño monumento a Mahatma Gandhi y el Teatro Regional de Rancagua.
A la altura de la calle Estado, las calles Millán antigua y Pedro de Valdivia se unen para formar la avenida Millán. En esa esquina están la Casa de la Cultura —que ocupa la casa patronal del ex fundo El Puente—, la Iglesia San Francisco y el Instituto O'Higgins de Rancagua. Luego la ruta continúa cruzando las calles Campos, Astorga y Bueras. En ese trayecto existe una especie de bandejón en la vereda sur, que la separa de una calle secundaria. Ahí es posible ver un vagón del antiguo tren a Sewell trasformado en un restaurante.
Al llegar a la calle San Martín (que delimita el plano fundacional por el Oeste), Millán se transforma en una calle de vía simple. Pasado el pasaje Hoffman, en la vereda sur está el recinto de Codelco Chile división El Teniente. En ese lugar estaba la estación del tren a Sewell antes de la construcción de la Carretera del Cobre. Hacia el lado norte de la calle Millán está el barrio Maruri, un antiguo lugar donde se combinan casas antiguas y algunos comercios. Hace unos años este lugar era conocido por albergar a algunas casas de prostitución. El sentido oeste de la calle termina en Vicente Calvo, mientras que el sentido este de la calle comienza en Avenida Viña del Mar. Ese lugar se llama Barrio Estación, ya que está cercano a la Estación de Ferrocarriles de Rancagua.

## Proyección
- Extremo oeste: Desviación a calle Vicente Calvo y avenida Viña del Mar.
- Extremo este: Carretera del Cobre (intersección con avenida Freire).

- Datos: Q5713907